# اچ‌ام‌ای‌اس دابو (جی۲۵۱)
اچ‌ام‌ای‌اس دابو (جی۲۵۱) (به انگلیسی: HMAS Dubbo (J251)) یک کشتی بود که طول آن ۱۸۶ فوت (۵۷ متر) بود. این کشتی در سال ۱۹۴۲ ساخته شد.